# Oshkosh (Wisconsin)
Oshkosh – miasto w Stanach Zjednoczonych, w stanie Wisconsin, w hrabstwie Winnebago, położone nad ujściem rzeki Fox do jeziora Winnebago.
Oshkosh założono w 1836. W mieście rozwinął się przemysł maszynowy, elektrotechniczny oraz papierniczy.
Na lokalnych lotniskach od 1953 roku odbywają się corocznie (zwykle w ostatnim tygodniu lipca) pokazy lotnicze EAA AirVenture Oshkosh, gromadzące tysiące miłośników lotnictwa z całego świata.